# گیتار هیرو: تور جهانی
گیتار هیرو تور جهانی (به انگلیسی: Guitar Hero World Tour) که با نام‌های گیتار هیرو ۴: تور جهانی و گیتار هیرو ۴ نیز شناخته می‌شود، یک بازی ویدئویی ریتم، موزیک است که توسط نِوِرسافت توسعه یافته و شرکت‌های اکتیویژن و رد اکتین آن را منتشر کرده‌اند. این چهارمین قسمت از مجموعه بازی‌های گیتار هیرو به‌شمار می‌رود. تور جهانی در اکتبر ۲۰۰۸ در آمریکای شمالی برای کنسول‌های پلی‌استیشن ۲، پلی‌استیشن ۳، ایکس‌باکس ۳۶۰ و وی روانه بازار شد. یک ماه بعد نیز در اروپا و استرالیا منتشر شد. نسخه‌ای از تور جهانی بعدها در سال ۲۰۰۹ برای سیستم‌عامل‌های مایکروسافت ویندوز و مک‌اواس در دسترس قرار گرفت.
گیتار هیرو در این نسخه به استفاده از کنترل‌های گیتار شکل ادامه داده و علاوه بر آن برای نخستین بار است که در بازی‌های گیتار هیرو برای خوانندگی و درام نیز از کنترل در بخش‌های مربوط به خوانندگی و درام استفاده می‌کند. در این بازی کاربران می‌توانند به واسطهٔ «استودیوی موسیقی» آهنگ جدید ایجاد کنند و به واسطهٔ سرویسی که «GHTunes» شناخته می‌شود نیز می‌توانند آن را آپلود کنند و به اشتراک بگذارند.
بازی از سوی منتقدین بازخوردهای مناسبی را دریافت کرد. منتقدین نسبت به کنترل سازها و قابلیت‌های شخصی‌سازی و بهبود در سطح دشواری نسبت به گیتار هیرو ۳: اسطوره راک دید مناسبی داشتند.